# Пію бразильський
Пію бразильський (Synallaxis hypospodia) — вид горобцеподібних птахів родини горнерових (Furnariidae). Мешкає в Південній Америці.

## Опис
Довжина птаха становить 15-16 см, вага 15-18 г. Верхня частина тіла оливково-коричнева, лоб сірий, тім'я руде, крила руді, хвіст темно-коричневий. Горло біле, поцятковане чорними плямками. Груди світло-сірі, живіт білий.

## Поширення і екологія
Бразильські пію поширені в Перу, на півночі і сході Болівії, в центрі та на північному сході Бразилії та на крайньому північному сході Парагваю. Вони живуть у вологих саванах, чагарникових заростях та на луках, зокрема на заплавних. Зустрічаються на висоті до 700 м над рівнем моря.